# William Butler (acteur)
Pour les articles homonymes, voir William Butler et Butler.
William Butler, né en 1968, est un acteur et réalisateur américain.

## Filmographie

### comme acteur
- 1986 : État de crise (Under Siege) (TV)
- 1989 : Terror Night (en) de Nick Marino : Chip
- 1987 : Stay Tuned for Murder de Gary W. Jones : Sergeant
- 1987 : Ghoulies 2 d'Albert Band : Merle
- 1988 : Vendredi 13, chapitre VII : Un nouveau défi (Friday the 13th Part VII: The New Blood) de John Carl Buechler : Michael
- 1988 : Sœur Vengeance (Lady Avenger) de David DeCoteau : Kevin
- 1989 : Arena (en) de Peter Manoogian : Skull
- 1990 : Night of the Cyclone de David Irving  : Cop No. 2
- 1990 : Massacre à la tronçonneuse 3 : Leatherface (The Texas Chainsaw Massacre 3) de Jeff Burr : Ryan
- 1990 : L'Emmuré vivant (Buried Alive) de Gérard Kikoïne : Tim
- 1990 : La Nuit des morts-vivants (Night of the Living Dead) de Tom Savini : Tom
- 1991 : Désir fatal (Inner Sanctum) de Fred Olen Ray : Jeff Seigel
- 1992 : Spellcaster (en) de Rafal Zielinski : Billy
- 1994 : Les Proies - Le carnage (en) (Watchers III) de Jeremy Stanford : Tom
- 1996 : Heavenzapoppin'! de Robert Watzke
- 1997 : Leather Jacket Love Story (en) de David DeCoteau : Julian
- 2000 : Mothman de Doug TenNapel : Dave
- 2000 : Mon chien Skip (My Dog Skip) de Jay Russell : Barney
- 2000 : Lost in the Pershing Point Hotel de Julia Jay Pierrepont III : Irwin

### comme réalisateur
- 1995 : Black Velvet Pantsuit
- 2004 : Madhouse
- 2004 : Costume Party Capers: The Incredibles (TV)
- 2007 : La Prison hantée (Furnace)
- 2010 : Demonic Toys 2 (en)